# Jovana Krčmarević
Jovana Krčmarević (ur. 13 września 1989) – serbska zapaśniczka walcząca w stylu wolnym. Dziewiętnasta na mistrzostwach Europy w 2012. Brązowa medalistka mistrzostw śródziemnomorskich w 2011 roku.